# Jeep Recon
Jeep Recon — це електричний позашляховик середнього розміру який Jeep планує почати виробляти у 2025 році. 

## Опис
Показаний на серії зображень у вересні 2022 року разом із двома іншими моделями Jeep, це орієнтований на бездоріжжя позашляховик, який є значною мірою натхненний Wrangler і продаватиметься разом з ним.  Назва Recon раніше використовувалася для варіанту Wrangler.
Він заснований на платформі STLA Large з повністю незалежною підвіскою.  Автомобіль матиме знімні двері, висувний дах, диференціали з електронним блокуванням, функції керування тягою Selec-Terrain, захисні пластини, буксирувальні гаки, шини для бездоріжжя та захист днища.